# James Hamilton, 3. Duke of Abercorn

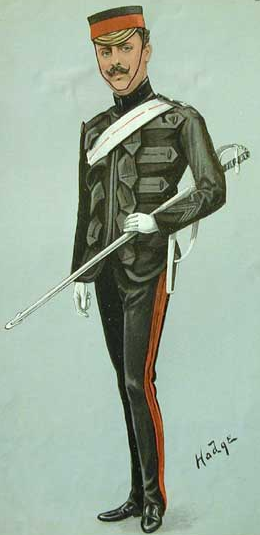
James Hamilton aus Vanity Fair 1899

James Albert Edward Hamilton, 3. Duke of Abercorn KG (* 30. November 1869 in Piccadilly, London; † 12. September 1953 ebenda), war ein britischer Adliger und Politiker und erster Gouverneur von Nordirland.

## Leben
James Hamilton war der älteste Sohn des James Hamilton, 2. Duke of Abercorn und dessen Gemahlin Mary Anna Curzon-Howe. Sein Taufpate war der Prince of Wales. Als Heir apparent seines Vaters führte er von 1869 bis 1885 den Höflichkeitstitel Viscount Hamilton und von 1885 bis 1913 den Höflichkeitstitel Marquess of Hamilton.
Er besuchte die Harrow School in London. Er diente im Rang eines Captain bei den 1st Life Guards und als Major beim North Irish Horse Regiment. Später wurde er Honorary Colonel des 9th Anti-Aircraft Regiment.
1900 wurde er als Abgeordneter für den Wahlkreis Londonderry City ins House of Commons gewählt. Von 1903 bis 1905 hatte er das Hofamt des Treasurer of the Household inne. Beim Tod seines Vaters beerbte er diesen 1913 als 3. Duke of Abercorn. Er erhielt dadurch einen Sitz im House of Lords und schied aus dem House of Commons aus. 1922 wurde er ins Privy Council für Nordirland aufgenommen und war von 1922 bis 1945 erster Gouverneur von Nordirland (Governor of Northern Ireland). 1945 wurde er auch ins britische Privy Council aufgenommen.
1928 wurde er als Knight Companion in den Hosenbandorden aufgenommen und 1945 mit der Royal Victorian Chain ausgezeichnet. Er war zudem Knight of Grace des Order of Saint John.

## Nachkommen
Er heiratete 1894 Lady Rosalind Bingham (1869–1958), Tochter des Charles George Bingham, 4. Earl of Lucan, mit der er folgende Kinder hatte:
- Lady Mary Cecilia Rhodesia Hamilton  (1896–1984), ⚭ (1) 1917–1930 Robert Kenyon-Slaney, ⚭ (2) 1930 Sir John Little Gilmour, 2. Baronet;
- Lady Cynthia Elinor Beatrix Hamilton (1897–1972), ⚭ 1919 Albert Spencer, 7. Earl Spencer, sie ist Großmutter von Prinzessin Diana;
- Lady Katharine Hamilton (1900–1985), ⚭ 1930 Reginald Henry Seymour;
- James Hamilton, 4. Duke of Abercorn (1904–1979);
- Lord Claud David Hamilton (1907–1968), ⚭ 1946 Genesta Mary Heath.